# Gemmula graeffei
Gemmula graeffei é uma espécie de gastrópode do gênero Gemmula, pertencente a família Turridae.